# Баннівка
Ба́ннівка (болг. Бановка, рум. Băneasa) — село Василівської сільської громади Болградського району Одеської області в Україні. Населення становить 1211 осіб.

## Географія

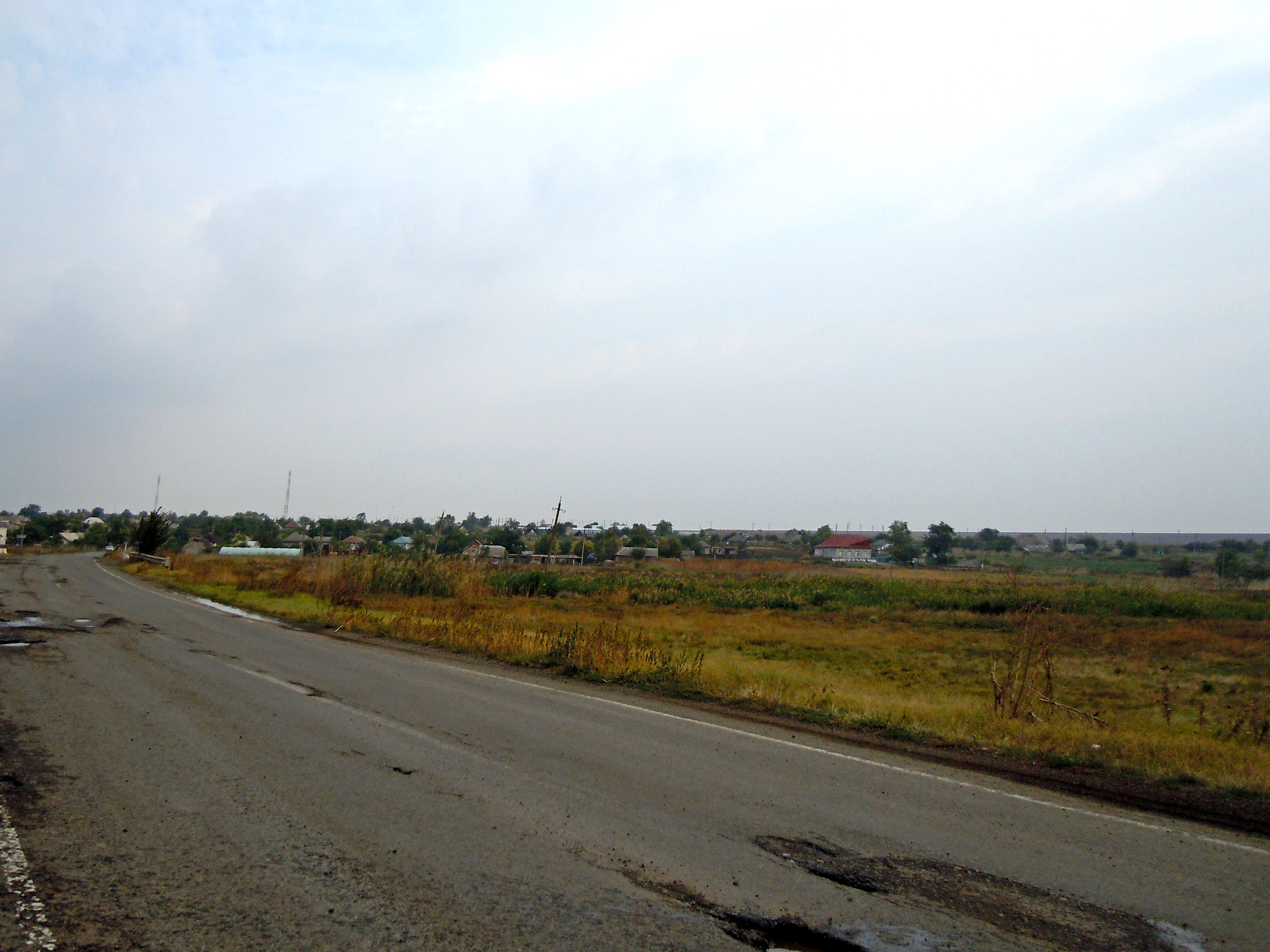
Вигляд на село з траси

Географічні координати Баннівки: 45°41' пн. ш. 28°55' сх. д. Часовий пояс — UTC+2. Загальна площа села — 1,56 км². Довжина Баннівки з півночі на південь — 3 км, зі сходу на захід — 1,5 км.
Село розташоване в південній частині Бессарабії за 29 км від районного центру — міста Болграда. Через село протікає річка Великий Катлабуг.

## Історія
Баннівка була заснована у 1821 році болгарськими поселенцями, що переселилися сюди з Ізмаїла. Згідно з деякими джерелами мігранти походили з болгарського села Чоба, Пловдивської області.
Відповідно до Паризького мирного договору, від 1856 року Баннівка потрапляє до складу Молдовського князівства, а згодом — до новоствореної Румунії. У 1858 році молдовська влада дозволила відкрити в селі початкову болгарську школу, у якій деякий час викладав письменник Богдан Манчев з Свіштова.
З 1860 р. громада селища мала власну печатку з гербом — зображенням чотирьох монет (імовірно, відтворенням назви поселення — від румунського слова «bani», тобто гроші)[джерело?].
12 червня 2020 року, відповідно до Розпорядження Кабінету Міністрів України від № 724-р «Про визначення адміністративних центрів та затвердження територій територіальних громад Одеської області», увійшло до складу Василівської сільської територіальної громади.
19 липня 2020 року, в результаті адміністративно-територіальної реформи і ліквідації Болградського (1940  – 2020) району, село увійшло до складу новоутвореного Болградського району.

## Населення
Згідно з переписом 1989 року населення села становило 1285 осіб, з яких 597 чоловіків та 688 жінок.
За переписом населення 2001 року в селі мешкала 1181 особа. Густота — 776,28 ос./км². Більшість жителів — бессарабські болгари.
| 1852 | 1930  | 1989  | 2001  |
| ---- | ----- | ----- | ----- |
| 766  | 1 507 | 1 285 | 1 181 |

Етнічний склад:
- болгари — 85 %
- росіяни — 7 %
- українці - 5 %
- молдовани — 3 %

### Мова
Розподіл населення за рідною мовою за даними перепису 2001 року:
| Мова       | Відсоток |
| ---------- | -------- |
| болгарська | 89,35 %  |
| російська  | 5,12 %   |
| українська | 3,96 %   |
| румунська  | 0,99 %   |
| гагаузька  | 0,33 %   |
| німецька   | 0,08 %   |

## Відомі мешканці
- Іван Колев (1863—1917) — болгарський воєначальник, генерал-лейтенант, вигнав російські війська з Добруджі
- Пундев Марін (1915—1998) — болгарський революціонер, народився в Баннівці. Член Внутрішньої Македонсько-Одринської Революційної Організації (ВМОРО).
- Стібак Олександр — український військовослужбовець, учасник російсько-української війни[11].